# Anna Rinonapoli
Anna Maria Volpe Rinonapoli (Agordo, 1924. február 29. – Parma, 1986. október 8.) olasz tudományos-fantasztikus írónő.

## Élete
Apja klasszika-filológiával foglalkozott. Anna a második világháború alatt futár volt. 1948-ban levelező tagozaton szerezte meg diplomáját a milánói Állami Egyetemen, ezután több milánói iskolában tanított. 1966-ban költözött La Speziába, ahol haláláig élt. 1961-ben Viareggio-díjat kapott Fuoco sulla Versilia című esszéjéért, amely a német hadsereg versiliai mészárlásáról szólt. Irodalmi pályafutását 1963-ban kezdte, Ministro notturno című, öt nyelvre lefordított szatirikus novellájával. 1983-ban Tolkien-díjat nyert La piaga di Amfortas című munkájával. Több munkája megfilmesítésre került, elsősorban a RAI-nál, tévéjátékok formájában. 1987-ben emlékére alapították a Rinonapoli-díjat, amelyet azon nők kaphatják meg, akik kiemelkedőt alkottak a tudományos-fantasztikus irodalomban.

## Magyarul megjelent művei
- Az éjszakás miniszter (novella, Galaktika 8., 1974)
- Időszakadék Giacomo Leopardi költeményében (Galaktika 36., 1979)
- Az ellenparancs (Galaktika 49., 1983)

## Külső hivatkozások
- Munkái a worldcat adatbázisában
- Oldala az ISFDB oldalán